# Motocyklowe Grand Prix Pacyfiku
Motocyklowe Grand Prix Pacyfiku – była eliminacja Mistrzostw Świata Motocyklowych Mistrzostw Świata rozgrywana latach od 2000 do 2003 roku. Wyścigi odbywały się na torze Twin Ring Motegi w Motegi. Po wypadku Daijirō Katō podczas Grand Prix Japonii FIM uważając że tor Suzuka jest niebezpieczny dla motocyklistów, przeniosła Grand Prix Japonii na tor Twin Ring Motegi.

## Lista zwycięzców
| Rok  | 125 cm³           | 250 cm³        | MotoGP            |
| ---- | ----------------- | -------------- | ----------------- |
| 2003 | Héctor Barberá    | Toni Elías     | Max Biaggi        |
| 2002 | Dani Pedrosa      | Toni Elías     | Alex Barros       |
| Rok  | 125 cm³           | 250 cm³        | 500 cm³           |
| 2001 | Youichi Ui        | Tetsuya Harada | Valentino Rossi   |
| 2000 | Roberto Locatelli | Daijirō Katō   | Kenny Roberts Jr. |